# Elendur de Arnor
En el universo imaginario de J. R. R. Tolkien y en los apéndices de la novela El Señor de los Anillos, Elendur es el noveno rey de Arnor. Es hijo de Valandur y nació en Annúminas en el año 552 de la Tercera Edad del Sol. Su nombre está compuesto en la lengua quenya y puede traducirse como «sirviente de las estrellas».
Asume el trono al morir su padre de forma violenta en el año 652 T.E. Tras 125 años de reinado y 225 de vida, muere en el año 777 T.E., siendo sucedido por su hijo Eärendur.